# Művészet

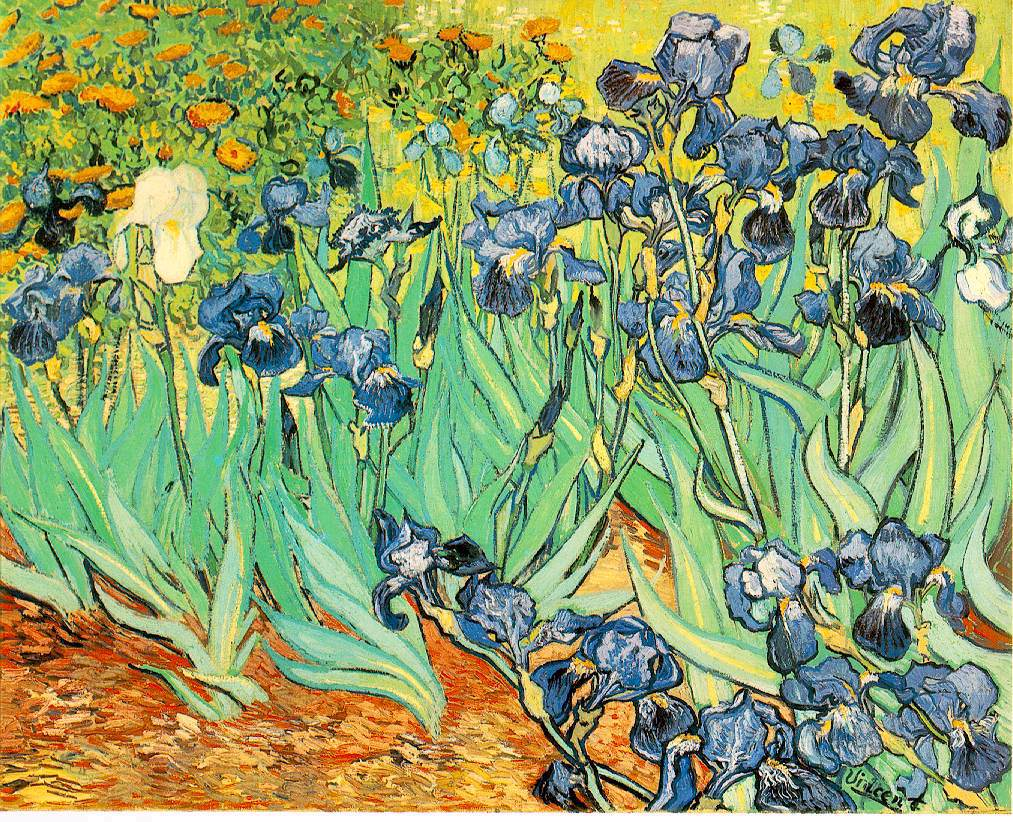
Vincent van Gogh: Íriszek (1889) – minden idők egyik legdrágább festménye

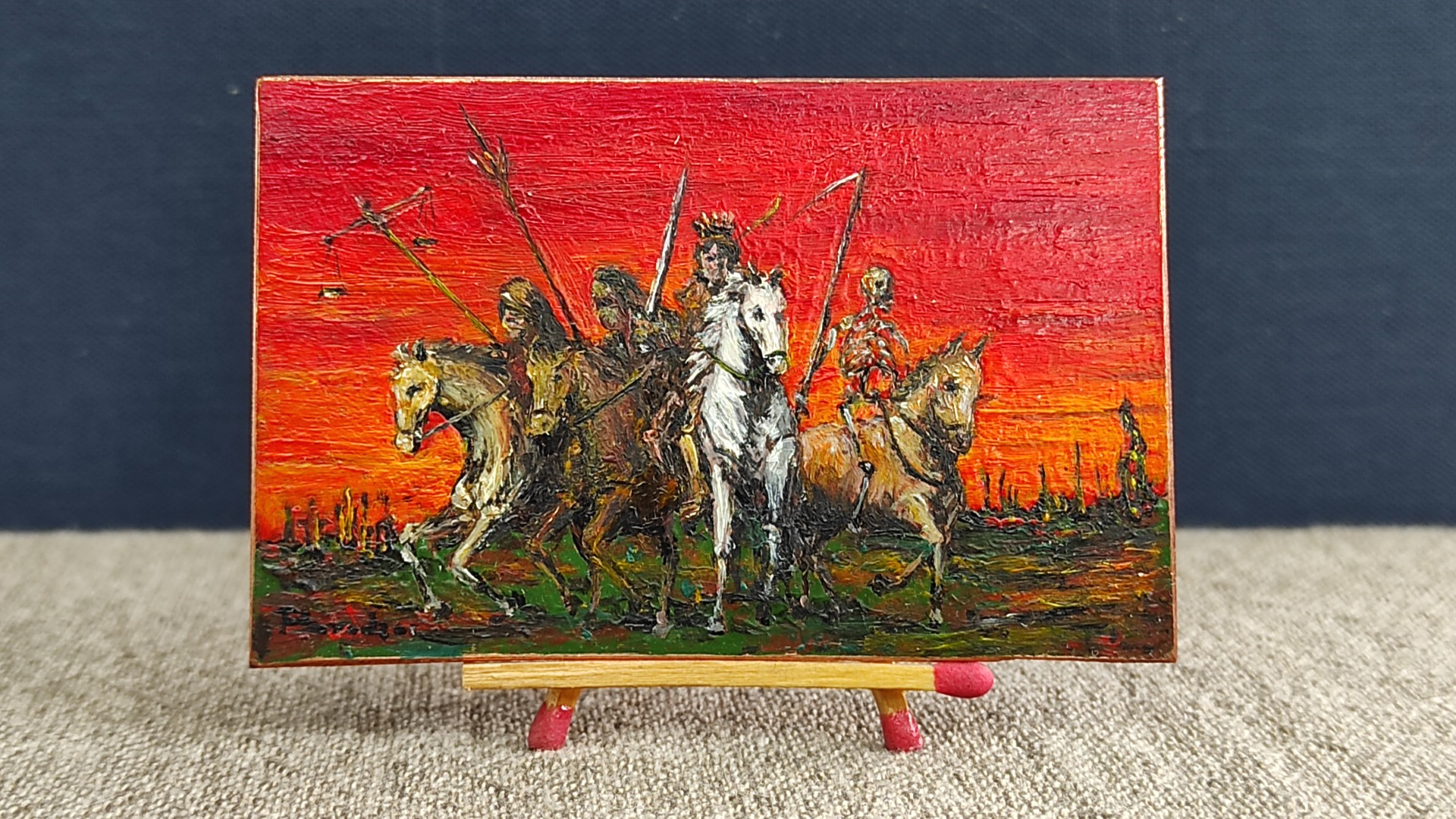
Paweł Brodzisz, Az Apokalipszis négy lovasa, 2025,
magasság 50 mm
szélesség 77 mm
olaj és alkid, réz,
gyűjtemény: a Henryk Jan Dominiak Miniatűr Professzionális Művészeti Múzeum Tychyben, Lengyelország, 2025-től állandó kiállítása

A művészet szó tágabb értelemben minden alkotó célú emberi igyekezetre vonatkoztatható. Ebből a széles perspektívából a művészet kulturális, történelmi vagy földrajztudományi környezettől függően általános fogalomként használható az összes teremtő szándékra, amit emberi törekvés mozgat. Ide tartoznak tehát mindazon képességek és mesterségek, amelyek különféle funkciójú emberi termékek, jelenségek létrehozását vagy a környezet átalakítását teszik lehetővé (például fémművesség, konyhaművészet, testdíszítés, harcművészet, kertművészet stb.)
A művészet fogalmát (görög tekhné és technika, latin ars) az ókorban csak az alkotó tevékenység e tágabb értelmében használták, még egyes tudományokat is beleértve, mint a logika és a nyelvtan. A középkorban és korai újkorban más tudományokat is ide soroltak, amelyeket a közönséges művészetekkel szemben „szabad művészeteknek” nevezték (Artes Liberales, lásd: Artium Baccalaureus/BA).
A művészet szót ma általában a fentieknél szűkebb, esztétikai értelemben használjuk. Ennek a szűkebb értelmű fogalomnak azonban nincsen egységes, mindenki által elfogadott meghatározása. A szűkebben vett művészet határai nem tisztázottak, számos emberi termék határesetet jelent, amikor nehéz eldönteni, hogy műalkotásnak tekinthető-e vagy nem. Szócikkünk a szűkebben értelmezett művészet fogalmával foglalkozik.
A művészet általánosan elfogadott meghatározás szerint „a valóság visszatükrözése” a művész látásmódján átszűrve.

## A művészet meghatározása

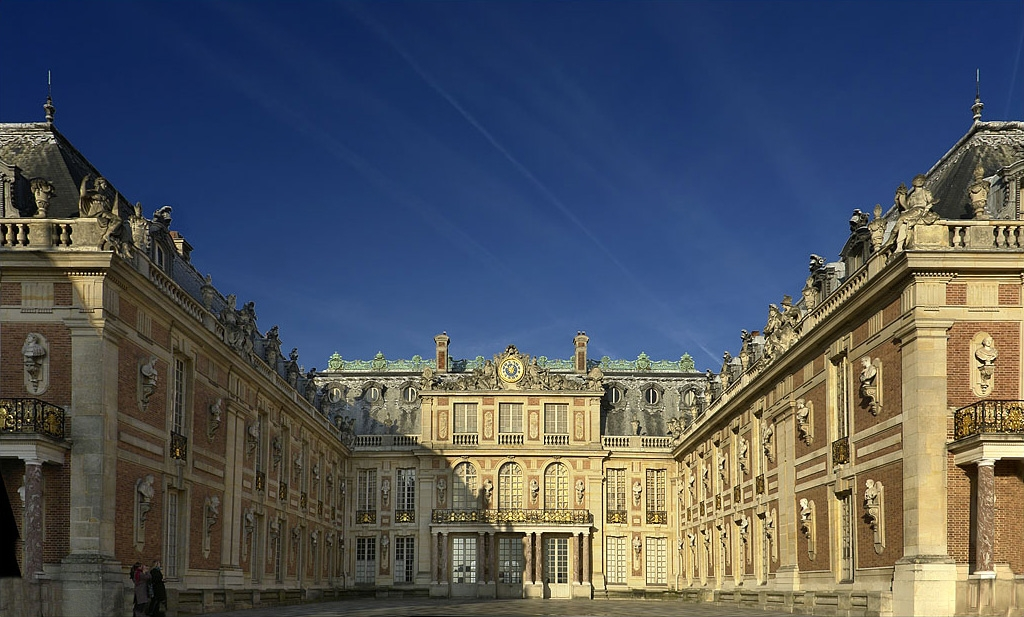
Versailles-i kastély

Gyakran felmerül, hogy lehetetlen meghatározni, mi számít művészetnek, mert az ennek eldöntésére használható szempontok szubjektívek. A művészet kortalan célja minden esetben az önkifejezés kell hogy legyen és nem a manipuláció, a művészet nem más, mint önkifejező eszköz, mely katartikus élményt nyújt.
Például Jackson Pollock festő munkái képzettség nélkül vászonra szórt és öntött festékek eredményének tűnnek, és ez sok más példa mellett rengeteg kérdést vet fel a kortárs művészet érvényességéről, főleg, amikor valamiről úgy tűnik, hogy egy hároméves gyerek is készíthette volna (ami persze nem vonja kétségbe a példaként említett Pollock elismert kortárs művészi mivoltát, csak az ilyen művek tudatosságát kéri számon a művésztől). Tehát valójában hogy mi számít művészetnek, az gyakran megállapodás kérdése. Ez az egyetértés ráadásul időben nem statikus, volt, amikor nagyon értékes eszmék elkerülhetetlenül eltűntek a történelem süllyesztőjében, míg mások túlélték azt, legalább olyan sok esetben szerencséből is, mint hiteles hasznosságuk okán.
A művészetet gyakran a felsőbb társadalmi osztályok sajátjának tulajdonítják, amelyből mások kizáródnak. A művészet e szerint magas státuszú tevékenység, hiszen a vagyontól függ, hogy valaki tud-e műtárgyakat vásárolni és van-e ideje élvezni őket. Ez történelmileg így van. Ha valaki egyszer megnézi a Versailles-i kastélyokat vagy az Ermitázst Szentpéterváron a hatalmas műgyűjteményükkel, lenyűgözve érezheti magát a királyi vagyon láttán, és máris láthatja az állítás valóságtartalmát, hogy a művészeti tárgyak gyűjtése a gazdagok előjoga. Ugyanakkor az ezzel szemben állóknak is komoly hagyományai vannak művészi körökben. Művészek látásmódjukat „lehozták a földre” és eszközeikkel a hétköznapi világot jelenítették meg, akár még a nyomor képeit is. Erre Vincent van Gogh képei is jó például szolgálnak.
A legtöbb ember véleménye a művészetről az elfogadott sztenderdek viszonylag szűk szórásában mozog. Ez a közoktatásból és más társadalmi tényezőkből ered. A legtöbb ember nem tartott volna egy boltban kapható éjjeliedényt művészetnek Andy Warhol és Marcel Duchamp megjelenéséig, akik ilyen és ehhez hasonló jelentéstartalmú tárgyakat művészi kontextusba helyeztek és kiállították őket egy galériában, ami a tárgyakat művészi jellegű vonatkoztatási környezettel látta el. A tárgyak szemlélőinek többsége kezdetben visszautasította ezeket az asszociációkat, amíg a tárgyak maguk el nem érték a velük mint művészettel szemben támasztott feltételeket. Ehhez arra volt szükség, hogy a tárgyak beleférjenek a művészetről alkotott általános konszenzus körébe arról, hogy mi is a ma élvezett művészet. Ha egyszer eljutottak oda és nyitott szemmel megtekintették Duchamp éjjeliedényének sima fehér felületeit, megfigyelhették, hogy azok meglepően hasonlítanak a klasszikus márványszobrok formáihoz, akár így tervezte a művész, akár nem. A rekontextualizáció eme új típusa azt a kapcsolati szikrát nyújtja, amit minden művészettől elvárunk.
A művészek nagy része akarattal vagy a nélkül más múltbéli vagy korabeli művészek hatása alatt dolgozik. Ezzel szemben az egyedi művészek fejlődése olyan elvek szerint történik, hogy eszméiket a szimbólumok valamilyen sajátos alkalmazása segítségével fejtik ki. Például Vaszilij Kandinszkij híres színhasználatát a festészetben ösztönző reakciók rendszerén keresztül fejlesztette ki, ahogy az idők folyamán megfigyelte és kikísérletezte a színekkel és színkombinációkkal kiváltott érzelmek természetét. Egy másik megközelítéssel Andy Goldsworthy kortárs művész ideiglenes szobrai elrendezéséhez természeti tárgyakat és anyagokat választott közvetítő eszköznek, és hogy ezek a szobrok újra testet öltsenek, annak egyetlen lehetséges útja a fényképezés.

## Művészet és valóság kapcsolata
A művészet és az esztétika meghatározásainak érvei legtöbbször több nézőpont egyikéből indulnak ki. A művészet a művész benyomásaiból vagy igényeiből származhat és leírható a tárgy jellemzőivel vagy annak viszonyaival. Platón számára például a művészet utánzás. Természetesen mindegyik nézőpontban van hitelesség és a művészetre bármilyen használható definíció meg kell hogy feleljen ezeknek a kategóriáknak.
Széles körű nézeteltérés található abban, hogy mi alkot művészetet és végeredményben nincs egyedi meghatározás, amit mindenki elfogadna. A legáltalánosabb nézet szerint a művészet alkotó és egyedi észlelést igényel művész és közönsége részéről. Például közismert kortárs kritika a modern festészettel kapcsolatban, hogy egy hároméves gyerek is tudna olyat festeni, amiben benne rejlik, hogy azt a munkát valamiért értéktelenebb művészetnek tekintik, ami származhat abból, hogy a szemlélőnek nem sikerült benne megtalálni a jelentést, vagy abból, hogy a munka előállítása látszólag nem igényelt semmilyen készséget. Sokan a modernista művészethez szkeptikusan, lenézően viszonyulnak, mert úgy tartják, hogy az hanyatlás az azt megelőző korok fennkölt, méltóságteljes művészetéhez képest.

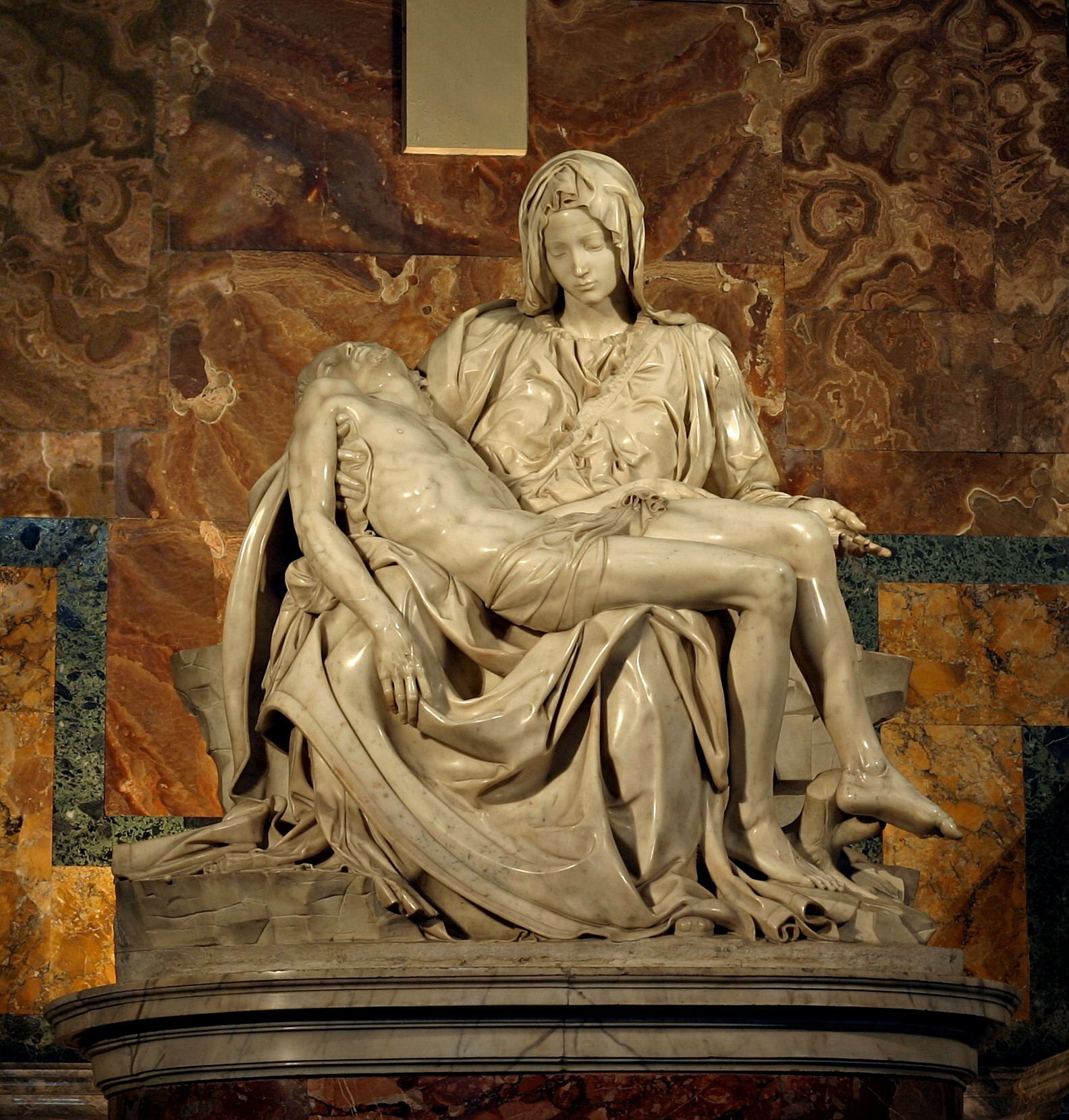
Michelangelo: Pietà

A művészet egy közeggel való kapcsolat fejlesztett képességének vagy alapos ismeretének érzékét igényli. Szintén jellemezhető a nyelv kifejlesztett és hatékony használatával, ami a jelentést hordozza közvetlenül vagy átvitt értelemben. Ez az értelmezés alapvető kritikai nézetet igényel, útirányt, ami meghatározza, hogy az érzékelt tárgy által keltett hatások megfelelnek-e a művészettel szemben támasztott kritériumoknak, legyen az szemlátomást szép vagy csúnya. Az észlelést a tapasztalás színesíti, tehát a 'szép' vagy 'csúnya' szavakkal leírt reakció szükségszerűen szubjektív.
A művészet vonzza az emberi érzelmeket. Esztétikai és morális érzéseket ébreszt és ezen érzések közlésének útján keresztül válik értelmezhetővé. A művész kifejezi magát, a közönség pedig érzületeket él át, persze ezt nem muszáj tudatosan tenniük. A művészet felderíti az emberi érzéseket és utakat nyit annak vonzalmához, és az a 'jó' művészet, amelyik valami újat és eredetit hoz ezek valamelyikében.
A művészet majdhogynem egyetemesnek tűnik az emberiség történetében. Nincsenek emberek, akik ne vettek volna részt benne valamilyen formában és a gyermeki művészet is gyakorolható már egyéves kortól. A kreativitás az emberi létezés elválaszthatatlan része.

## A művészet funkciói
A műalkotásnak a következő funkciói lehetnek (egyszerre több is):
- dekoratív
- szublimációs
- expresszív (önkifejező)
- szakrális
- agitatív (propaganda)
- deszkriptív (megörökítő)
- didaktikus
- provokatív

## A művészet különböző formái
Különböző funkciójú művészeteknek különböző formái vannak, amelyeknek fő gyűjtőformái lehetnek a építőművészet, a képzőművészet és előadóművészet vagy a szépművészet és alkalmazott művészet.
A hagyományos művészeti formák közé tartozik a zeneművészet, az irodalom és a színművészet, az építőművészet, a képzőművészeten belül a festőművészet, grafika, mozaikművészet, szobrászat, az éremművészet, korábban a textilművészet.
Az ipari forradalom, a modernizmus új - és egyes régebbi - művészeti formák (ágak) befogadását, esetleg átsorolását igényelte, melyeket átfogóan az iparművészet kifejezéssel illetünk (például a Bauhaus műhelyeihez hasonlóan). Többek közt a kerámiaművészet, a textilművészet, a miniatúrából kifejlődő ékszerművészet, a bútorművészet, az üvegművészet, vagy a plakátművészet, a fényképezés (fotóművészet), az auditív művészetek, hangművészet (hangfényképezés, zenekészítés, hangképtervezés, hangtértervezés, sound design), az (ipari)formatervezés, a képregény, a film, az installáció, stb.
Az információs társadalom kialakulása további újabb művészeti ágak megjelenéséhez vezet, melyek a korábbi művészeti fogalmak analógiája szerint, vagy összetettségük, újdonságuk miatt újabb elnevezésekkel illethetők. Ma általában a digitális művészet gyűjtőfogalommal nevezhetők (számítógépes zene, számítógépes grafika, számítógépes animáció stb).
Az egyes formákon belül különböző műfajok határozhatók meg.
Maga a műalkotás lehet valami kézzelfogható konkrétumot kifejező (pl. figuratív vagy elvont (nonfiguratív, absztrakt). Mint a művészettörténet minden idejében, napjainkban is születnek a szigorú műfaji kötöttséget áttörő, több műfajt egyesítő, vagy befogadó alkotások is. Nagyvonalúan tekintve, ilyen maga az építőművészet is.

## A művészetek csoportosítása
A művészet meghatározásának nehézségei éreztetik hatásukat a művészettel kapcsolatos kategóriák, a művészeti ágak, a műfajok és egyéb csoportosítások meghatározásánál is. Nem létezik egységes, általánosan elfogadott rendszer, csak tendenciák vannak. Létezik formai, technikai, tematikus vagy funkció szerinti felosztás.
- Az egyik lehetséges felosztás szerint a művészeteket művészeti ágazatok alkotják, ilyen például a zene, a tánc, a képzőművészet, az iparművészet, az építészet, az irodalom stb. Egy-egy ágazatot pedig művészeti ágak együttese alkotja. Így például a képzőművészeten belül a szobrászat, a grafika, a fotó, festészet.
- Egy másik megközelítésből beszélhetünk térbeli (két- vagy háromdimenziós) és időbeli művészetekről. Térbeli művészet például az építészet, szobrászat, fotóművészet és festészet. Időbeli művészet az irodalom, filmművészet, zene, tánc stb. Ez a felosztás azt jelenti, hogy a mű kompozíciójában az egyik esetben a térbeliség fontosabb az időnél, másik esetben az időbeliség, az időbeli sorrend a fontosabb. A térbeli művészeteknél nincs egyetlen meghatározott sorrendje a befogadásnak, az egymás mellettiség a fontos; az időbelieknél az egymás utániság lényeges építőeleme a kompozíciónak, nem cserélhető fel a sorrend. Azonban ez a felosztás sem fed le egyértelműen minden művészi megnyilvánulást. Számos határeset létezik, különösen a 20. század végétől.
- A fogalmi és érzékletes művészeti felosztás szerint az elsőbe a fogalmi művészetek közé tartozik az irodalom (hiszen akár hallom, akár olvasom a szöveget, elsődleges a szavakból épített kompozíció, a fogalmi információ), a másodikba, az érzékletes művészetek közé tartozik a képzőművészet, az iparművészet és a zene. A látvány vagy a zene elsősorban az érzékekre hat, nem fogalmilag fejti ki hatását, bár feldolgozása nem nélkülözi a fogalmi gondolkodást. Ebben az esetben is számos határeset létezik, például a képversek.
- A csoportosítás alapját képezheti az is, hogy melyik érzékszervünk a legfontosabb a mű befogadásában. Így megkülönböztetünk audio, vizuális és komplex (vagyis audiovizuális), művészeteket. A zene a hallás művészete. A vizuális művészetekhez szokták sorolni az önmagát anyagban megvalósító, „műtárgyakat” létrehozó ágakat. Így vizuális művészet az építészet, az iparművészet és a képzőművészet. A színművészet, a filmművészet (a video- és multimédiás művészetek) a komplex művészetek közé tartoznak.
- Az alkalmazott és autonóm (szabad) művészetek felosztásnál az az irányadó, hogy a műalkotást milyen célból hozták létre. Az építészet és iparművészet alkotásai gyakorlati célokat, „művészeten kívüli” funkciókat is betöltenek, ezért alkalmazott művészeteknek tekinthetők. Természetesen itt is elmosódhatnak a határok.